# Martin Johansson (Orientierungsläufer)

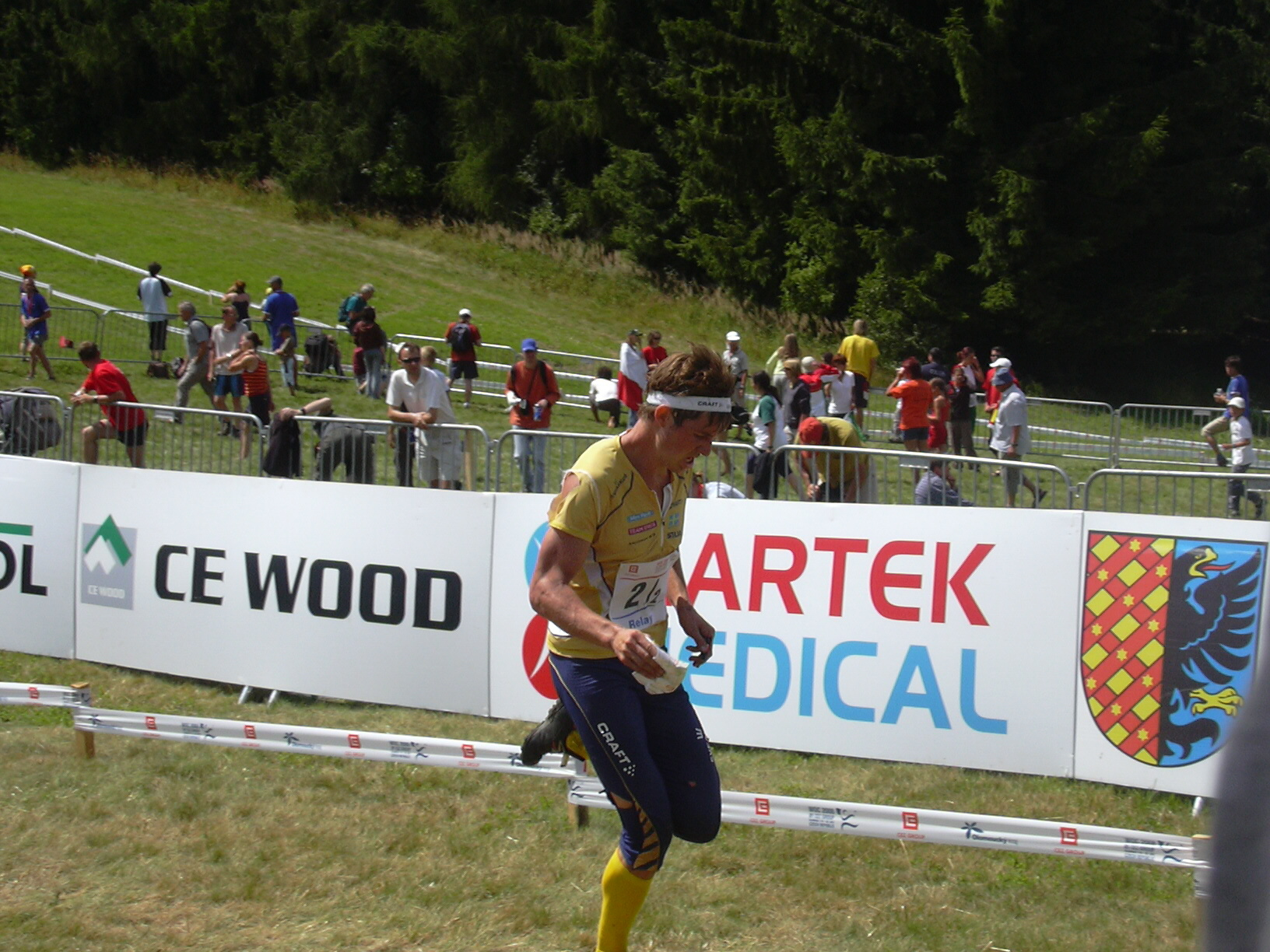
Martin Johansson bei den Weltmeisterschaften 2008

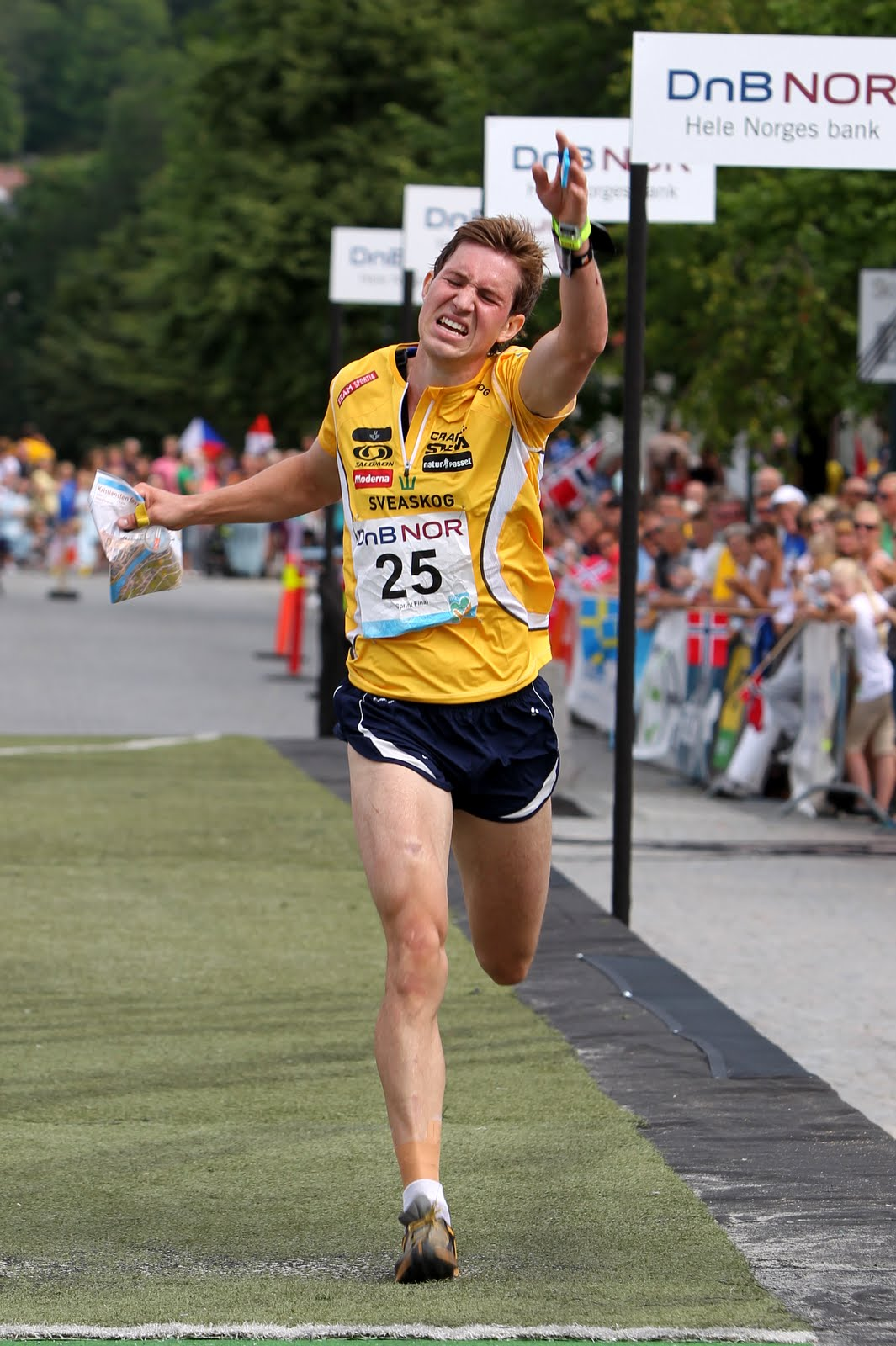
Martin Johansson bei den Weltmeisterschaften 2010

Martin Johansson (* 26. September 1984 in Avesta) ist ein schwedischer Orientierungsläufer.
Martin Johansson, der Mitglied beim Klub IFK Mora ist, gewann bei den Weltmeisterschaften 2007 in Kiew und 2008 in Olomouc je eine Bronzemedaillen im Sprint. Bereits 2004 wurde Johansson Zweiter bei den Junioren-Weltmeisterschaften über die Langdistanz und gewann mit der schwedischen Staffel die Goldmedaille. 2005 belegte er den achten Platz bei den World Games in Duisburg. Martin Johansson ist ein guter Läufer und Skiläufer und nahm bereits am Wasalauf teil.
Beim Staffelrennen der Weltmeisterschaften 2009 im ungarischen Miskolc lief Johansson als Schlussläufer in der Führungsgruppe und verletzte sich schwer.
Seine direkten Kontrahenten Thierry Gueorgiou (Frankreich), Michal Smola (Tschechien) und Anders Nordberg (Norwegen) wurden Zeugen des Unfalls und unterbrachen ihren Lauf, um Johansson zu versorgen und Hilfe zu holen. Das Rennen wurde trotz dieses Vorfalls und der Verzerrung des Ergebnisses von der IOF gewertet.
2005 wurde er schwedischer Meister im Sprint.

## Platzierungen
Bei Weltmeisterschaften:
| Weltmeisterschaften | Sprint | Mittel | Lang | Staffel |
| ------------------- | ------ | ------ | ---- | ------- |
| 2006 Aarhus         | 7.     |        |      |         |
| 2007 Kiew           | 3.     |        | dsq. |         |
| 2008 Olomouc        | 3.     |        |      |         |
| 2009 Miskolc        | 5.     |        |      |         |
| 2010 Trondheim      | 5.     |        |      |         |

Bei Europameisterschaften:
| Europameisterschaften | Sprint | Mittel | Lang | Staffel |
| --------------------- | ------ | ------ | ---- | ------- |
| 2008 Ventspils        | 12.    |        | 5.   | 6.      |